# Стебнянський (заказник)
Стебня́нський зака́зник — орнітологічний заказник місцевого значення в Україні. Розташований у межах Звенигородського району Черкаської області, в околицях села Стебне.

## Опис
Площа 133 га. Як об'єкт природно-заповідного фонду створено рішенням Черкаської обласної ради від 08.04.2000 року № 15-4. Землекористувач або землевласник, у віданні якого перебуває заповідний об'єкт,— Стебнівська сільська рада. 
Створено з метою охорони місця відтворення корисної водоплавної дичини, що водиться на ставі та заболочених ділянках долини річки Гнилий Тікич.